# Орлов, Сергей Павлович
Сергей Павлович Орлов (17 марта 1974, Волгоград) — российский футболист, защитник.

## Биография
Воспитанник волгоградского футбола. На взрослом уровне начал выступать в любительских коллективах Волгограда и области, также играл в профессиональных соревнованиях за «Авангард» (Камышин) и «Динамо» (Михайловка).
В 1996 году перешёл в клуб «Текстильщик-Энергия» (Камышин). Дебютировал в высшей лиге 30 марта 1996 года в матче против московского «Локомотива». Всего в ходе сезона принял участие в 23 матчах чемпионата страны, а его команда вылетела из высшей лиги. На следующий год провёл 28 матчей в первом дивизионе, где его команда также выступила неудачно.
В дальнейшем выступал на профессиональном уровне за клубы «Носта», «Торпедо» (Волжский), «Лисма-Мордовия» и «Рязань-Агрокомплект». В составе саранского клуба сыграл более 100 матчей и в 2002 году стал победителем зонального турнира второго дивизиона.
Завершил игровую карьеру из-за травмы в 2006 году, после этого стал работать тренером в волгоградском Училище олимпийского резерва. Несколько раз возглавлял старшую команду училища, выступающую в любительских соревнованиях. Среди его воспитанников — игрок «Урала» Михаил Меркулов.

## Личная жизнь
Женат, есть сын и дочери.